# (73732) 1993 FH60
(73732) 1993 FH60 – planetoida z pasa głównego asteroid okrążająca Słońce w ciągu 3,8 lat w średniej odległości 2,43 j.a. Odkryta 19 marca 1993 roku.